# Assistente parlamentare
L'assistente parlamentare, comunemente chiamato portaborse, è una figura professionale, scelta intuitu personae, che lavora presso un'istituzione parlamentare al servizio di un personaggio o di un gruppo politico.
La natura fiduciaria dell'incarico - che cessa al termine del mandato del parlamentare, a differenza dei dipendenti delle Camere assunti per concorso - non osta a regolamentazioni ulteriori, introdotte dalle Camere, che variano da Stato a Stato.
Il termine "portaborse" viene usato con accezione negativa per indicare un individuo che lavora per personaggi autorevoli o influenti, con un atteggiamento particolarmente servile (identificato dal gesto di portar loro la borsa) allo scopo di ottenere in cambio favori o vantaggi per sé o per altri.

## Terminologia
Nel Parlamento italiano il termine assistente parlamentare indica una figura professionale ben diversa, il commesso, dipendente di ruolo dell'Istituzione e assunto per pubblico concorso. All'Assemblea regionale siciliana, mutuando la terminologia nazionale, lo stesso termine si applica ai locali commessi, mentre è diversa e molteplice (a seconda della dipendenza dai Gruppi o dai singoli eletti) la definizione che si applica ad alcune figure di collaboratori scelti intuitu personae dai politici per la durata della legislatura.

## Figura professionale

### In Italia
In Italia si usa il termine collaboratore parlamentare per indicare la figura professionale simile a quella che in ambito europeo viene chiamata assistente parlamentare, stante il possibile equivoco terminologico con il modo in cui gli atti interni definiscono il commesso parlamentare.
La figura del collaboratore parlamentare è meno professionalizzata rispetto all'assistente parlamentare del Parlamento europeo. Spesso viene infatti definita, in modo spregiativo, col nome di portaborse e dotata di basso profilo esecutivo. Non rari sono tuttavia i casi di collaboratori di elevatissimo profilo giuridico e legislativo, che successivamente assumono ruoli politici in prima persona.
I collaboratori parlamentari in Italia sono stati inoltre oggetto di polemiche giornalistiche e politiche poiché si è scoperto come raramente i medesimi siano in grado di esibire regolare contratto lavorativo, come peraltro previsto dalla legge italiana che impone al datore di lavoro pagamenti tracciabili anche per quanto riguarda gli oneri previdenziali. La Presidente della Camera dei deputati ha ravvisato, in una dichiarazione del 3 ottobre 2017, «la necessità di una differente regolamentazione dei rapporti economici tra i deputati e i collaboratori parlamentari. Attualmente è il singolo deputato che provvede a retribuire chi collabora con lui, ma più trasparente sarebbe un rapporto nel quale fosse la Camera a erogare il compenso in presenza di un contratto regolarmente registrato. È quello che da tempo, giustamente, chiede l'Associazione che rappresenta questi lavoratori e lavoratrici. Quando li ho incontrati ho apprezzato le loro proposte, ma non ho riscontrato tra i gruppi il consenso necessario per giungere a una decisione, trattandosi di una materia sulla quale deve deliberare l'Ufficio di Presidenza».
Anche i profili deontologici della scelta effettuata sono oggetto di regolamentazione, ma in Italia essa è assunta in autodichia  dalle Camere. All'estero, invece, la salvaguardia della genuinità della dichiarazione in ordine alle mansioni attribuite agli assistenti parlamentari è stata oggetto di normative sanzionate dall'ordinamento generale: alla luce di quelle varate per il Parlamento europeo, sono state avanzate delle richieste di restituzione di somme ed in alcuni casi sono stati aperti anche dei procedimenti penali in patria.

### In Francia
Anche in Francia la carriera politica può passare per inizi da assistenti parlamentari: il candidato alle presidenziali 2017 Benoît Hamon, ad esempio, fu assistente del deputato Pierre Brana all'inizio degli anni Novanta.
Nel suo discorso a Versailles del 3 luglio 2017, il presidente della Repubblica Macron - nell'ambito dell'illustrazione della proposta di un "Parlamento meno numeroso, ma rafforzato nei suoi mezzi" - ha auspicato che i parlamentari "possano contornarsi di collaboratori meglio formati e più numerosi".
Dopo lo scandalo che ha coinvolto Fillon, anche in Francia "si fa strada l'idea di creare uno «statut du collaborateur conjoint ou membre de famile», un regolamento a parte per gli assistenti parlamentari parenti stretti del deputato": finora, infatti, a differenza delle normative interne al Parlamento europeo, a Parigi "la possibilità di assumere mogli, mariti, figli, cugini e cognati come assistenti parlamentari e metterli a carico del bilancio della République è tuttora, e da lungo tempo, un fatto assolutamente normale, legale, regolare", "ma il punto è che quelle persone devono poi lavorare davvero per l’attività parlamentare, altrimenti si tratta di impieghi fittizi". Nel giugno 2017 il ministro François Bayrou ha proposto un provvedimento per la “moralizzazione della vita pubblica”, nell'ambito del quale è previsto "il divieto di assumere i familiari come assistenti o collaboratori e una forte riduzione delle attività di consulenza. L’intento della legge è quello di evitare il ripetersi di scandali come quello di Fillon"; lo stesso ministro guardasigilli, però, si è dimesso dalla carica quando il medesimo scandalo ha lambito componenti del suo partito.

### Al Parlamento europeo
Per assistente parlamentare si intende il lavoratore dipendente assunto da un deputato al Parlamento europeo (Accredited Parliamentary Assistant, APA). Assiste il deputato nell'esercizio della sua funzione elettiva. L'assunzione dell'assistente parlamentare si concretizza con l'accreditamento presso il Parlamento europeo, presso le cui sedi svolgeranno le loro mansioni. All'inizio di ciascuna legislatura i questori fissano il numero massimo di assistenti che ciascun deputato può accreditare. Al momento dell'entrata in servizio, gli assistenti accreditati rilasciano una dichiarazione scritta in cui enumerano le loro attività professionali nonché qualsiasi altra funzione o attività retribuita da loro esercitate. Il Parlamento europeo provvede alla loro retribuzione, "con contratti di lavoro subordinato e una scadenza legata alla fine del mandato del parlamentare".
Dal 14 luglio 2009, inizio della settima legislatura del Parlamento europeo, è in vigore il nuovo Statuto degli assistenti parlamentari accreditati. Istituito con Regolamento Ue 160/2009, lo Statuto istitutisce la nuova categoria professionale degli assistenti parlamentari accreditati, dispone regole comuni per il trattamento economico, la previdenza sociale, i diritti ed i doveri. Prima dello statuto, gli assistenti parlamentari erano retribuiti sulla base di contratti di diritto nazionale, con differenze significative fra i livelli di retribuzione. Lo Statuto prevede inoltre l'elezione di un comitato di Rappresentanza, composto da 7 membri eletti dal corpo degli assistenti parlamentari accreditati, a tutela dei loro interessi.
Nel 2016 Europarl TV, canale televisivo del Parlamento europeo, ha dedicato un proprio video alla figura degli assistenti, per spiegarne brevemente mansioni e ruolo.

### Nel Regno Unito di Gran Bretagna e Irlanda del nord
In ordine alla disciplina delle tutele del rapporto di lavoro degli assistenti parlamentari che lavorano nel palazzo di Westminster, lo Speaker ancora di recente ha affermato che "i parliamentary staffers sono dipendenti dei membri del Parlamento e non delle autorità della Camera dei Comuni". Queste comunque vanno sempre più esercitando un generale potere di indirizzo sui profili deontologici della scelta, nella medesima direzione degli altri ordinamenti europei.

## Nella cultura di massa
- Julien Sorel, in Il rosso e il nero di Stendhal, svolgeva il lavoro di segretario di un parlamentare.
- Nel film Il portaborse, Silvio Orlando svolge il ruolo di un segretario di un politico, a cui preparava i discorsi per il suo ruolo ministeriale e parlamentare.
- Christophe Miossec, nell'album À prendre, ha incluso una canzone intitolata: L'assistant parlementaire.
- Nella storia a fumetti Paperino Portaborse, pubblicata sul settimanale Topolino n. 1690 del 17 aprile 1988[26], il protagonista lavora come portaborse di un politico con vari riferimenti all'attualità, come le caricature di politici dell'epoca, le raccomandazioni, i discorsi astrusi in Parlamento ecc.